# Henri Ier de Châtillon
Henri Ier de Châtillon, né vers 1080 et mort vers 1130, est seigneur de Châtillon et de Montjay au début du XIIe siècle. Il est le fils de Gaucher Ier de Châtillon et de Mahaut de Louvain.

## Biographie
Il devient seigneur de Châtillon vers 1101 à la mort de son père Gaucher Ier de Châtillon en Terre Sainte lors de la première croisade.
Il fait partie de l'entourage du comte de Champagne Thibaut II et apparait dans plusieurs de ses actes.
Vers 1117, il épouse Ermengarde de Montjay, fille et héritière d'Aubry de Montjay, et devient seigneur de Montjay à la mort de son beau-père.
Il fait don de l'église de Châtillon à Eudes, abbé de Marmoutier, qui y fonde un prieuré de son ordre du nom de Notre-Dame-du-Mont-Saint-Martin. Il est également un des bienfaiteurs de l'abbaye d'Igny.
À sa mort, il est remplacé comme seigneur de Châtillon par son fils aîné Gaucher II.

## Mariage et enfants
Vers 1117, il épouse Ermengarde de Montjay, dame de Montjay, fille et héritière d'Aubry de Montjay, seigneur de Montjay, avec qui il a trois enfants :
- Gaucher II de Châtillon, qui succède à son père ;
- Gervais de Châtillon, qui épouse Basilie de Damery, mais n'a probablement pas de postérité ;
- Élisabeth de Châtillon, qui épouse Thibault de Crépy, seigneur de Nanteuil-le-Haudouin.